# Charaxes bajula
Charaxes bajula är en fjärilsart som beskrevs av Otto Staudinger 1889. Charaxes bajula ingår i släktet Charaxes och familjen praktfjärilar. Inga underarter finns listade i Catalogue of Life.